# حبوب الصنوبر

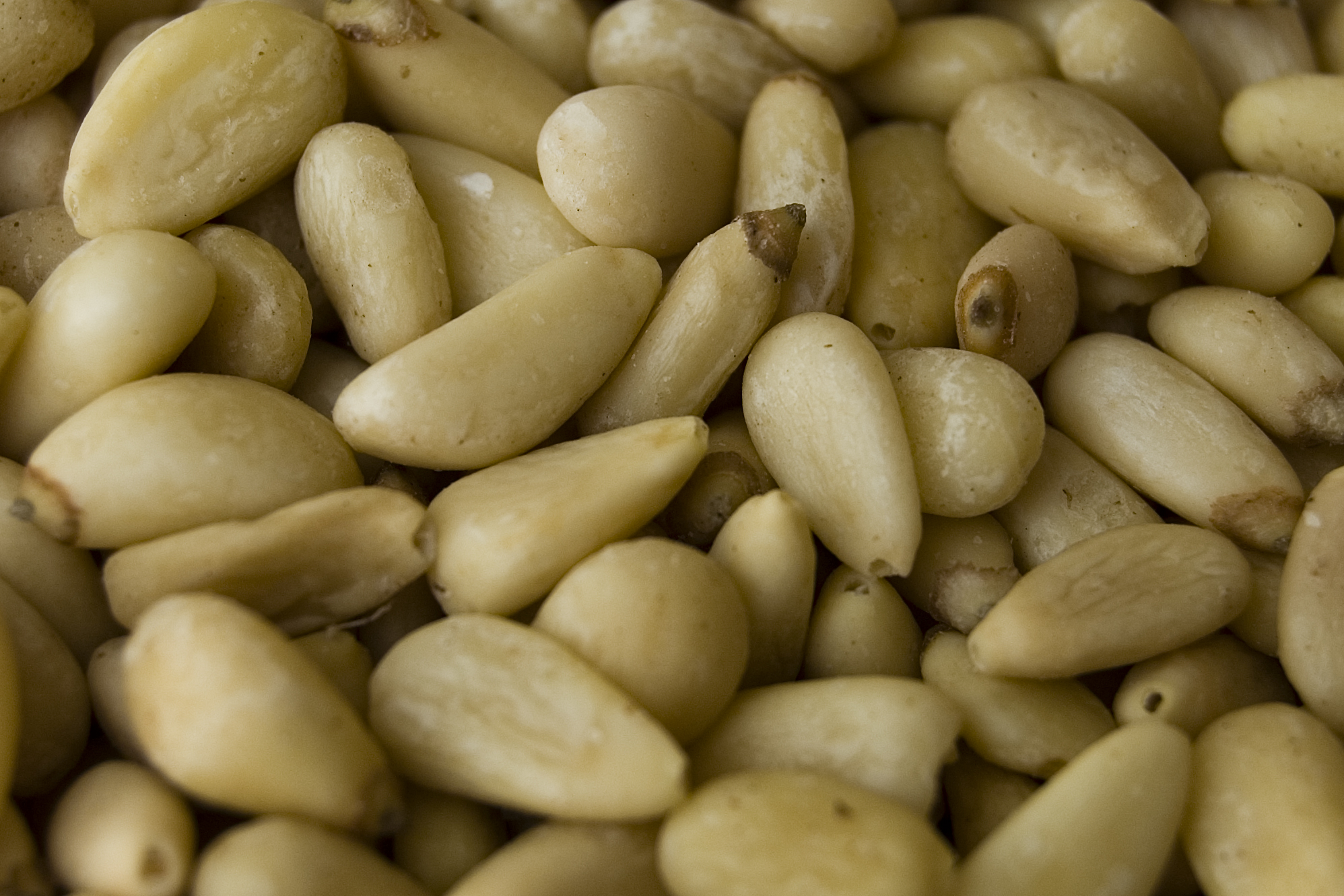
حبات مقشرة صنوبر كوري (صنوبر كوري)

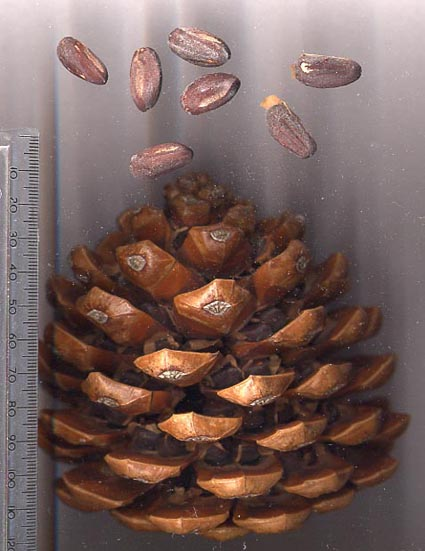
صنوبر ثمري مخروط مع حبوب الصنوبر — لاحظ حبتين تحت كل مقياس مخروطي

حبوب الصنوبر هي بذور الصنوبر الصالحة للأكل (عائلة فصيلة الصنوبر، جنس الصنوبر). هناك حوالي 20 نوعًا من الصنوبر التي تنتج حبوبًا كبيرة بقدر كافٍ لتستحق الحصاد؛ وهناك أنواع أخرى من الصنوبر تكون حبوبها صالحة للأكل، ولكنها صغيرة جدًا لتكون ذات قيمة كبيرة كغذاء للإنسان.

## الأنواع والانتشار الجغرافي
في آسيا، هناك نوعان يتم حصادهما على نطاق واسع، وهما الصنوبر الكوري (صنوبر كوري) في شمال شرق آسيا (وهو أكثر الأنواع أهمية في التجارة الدولية) وصنوبر شيلجوزا (صنوبر جيرارديانا) في غرب الهيمالايا. وهناك أربعة أنواع أخرى، هي صنوبر سيبيريا (صنوبر سيبيريا) وصنوبر سيبيريا الصغير (صنوبر صغير) والصنوبر الأبيض الصيني (صنوبر آرماندي) وصنوبر ليسبارك (صنوبر بونجيانا)، وهي تستخدم كذلك ولكن بصورة أقل. وتعتبر أفغانستان أحد المصادر المهمة لحبوب الصنوبر.
تأتي معظم حبوب الصنوبر المنتجة في أوروبا من الصنوبر الثمري (صنوبر ثمري)، حيث تستخرج حبوبها منذ أكثر من (6000 عام)، وتحصد من الأشجار البرية منذ فترة أطول بكثير. يستخدم الصنوبر السويسري(صنوبر سيمبرا) أيضًا ولكن بصورة نادرة للغاية.
أما في أمريكا الشمالية، فهناك ثلاثة أنواع رئيسية من الصنوبر الناضج؛ وهي صنوبر كولورادو (صنوبر إدوليس)، الصنوبر أحادي الأوراق (صنوبر مونوفيلا) والصنوبر المكسيكي (صنوبر سيمبرويدز). وتستخدم الأنواع الثمانية الأخرى من الصنوبر إلى حد قليل جدًا، مثل الصنوبر الرمادي (صنوبر سابينيانا)، الصنوبر المحراثي (صنوبر محراثي)، صنوبر توري (صنوبر مخروطي)، صنوبر سكري (صنوبر نخلي) وصنوبر باري (صنوبر كوادريفوليا).
وفي الولايات المتحدة، يتم حصاد حبوب الصنوبر عن طريق الأمريكان الأصليين وبخاصة قبائل يوتوأزتيكان: الشوشون وبايوتي (Paiute) وهوبي (Hopi) وقبائل واشوي (Washoe). وهناك معاهدات محددة مبرمة بين القبائل وقوانين في نيفادا تضمن حق الأمريكيين الأصليين في حصاد حبوب الصنوبر.

## التلقيح ونمو البذور
تستغرق أنواع حبوب (بذور) الصنوبر حوالي 18 شهرا حتى يكتمل نضجها؛ ومع ذلك، لكي تصل إلى نضجها الكامل، يجب تهيئة الظروف البيئية المحيطة بالشجرة وحبوبها.
يبدأ التطور في وقت مبكر من فصل الربيع مع عملية التلقيح. وهناك حبوب صغيرة، في حجم قطعة رخام صغيرة، تتشكل من منتصف فصل الربيع وحتى نهاية فصل الصيف؛ ومن ثم ستظل الحبوب الناضجة قبل أوانها ثابتة في مكانها (مع توقف النمو) حتى فصل الربيع التالي. ومن ثم ستشرع الحبوب في النمو ثانية حتى تصل إلى مرحلة النضج قرب نهاية فصل الصيف. وبذلك تصبح حبوب الصنوبر الناضجة جاهزة للحصاد قبل عشرة أيام من تفتح الحبوب الخضراء. وتحصد الحبوب وتوضع في كيس من الخيش وتعرض لمصدر حرارة مثل الشمس حتى تبدأ عملية التجفيف. يستغرق ذلك حوالي 20 يومًا حتى يكتمل انفتاح الحبة بشكل كامل. وبمجرد أن تكون مفتوحة تمامًا وجافة، يمكن بسهولة استخراج البذور بطرق مختلفة. والأسلوب الأكثر شيوعًا وعملية المستخدم في استخراج البذور هو الضرب المتكرر لكيس الخيش على سطح خشن حتى تتهشم الحبوب، وتركها لتنفصل البذور عن طريق اليد من الباقيا الموجودة بداخل كيس الخيش.
وهناك طريقة أخرى للحصاد وهي الانتظار حتى تتفتح الحبوب على الشجرة (وهو ما سيحدث بصورة طبيعية) ثم حصد الحبوب من على شجر الصنوبر، تليها عملية الاستخراج المذكورة أعلاه. ويمكن جمع البذور المتساقطة أيضًا من تحت الأشجار.

## البيئة والحالة
في الولايات المتحدة، تدمر ملايين الهكتارات من غابات الصنوبر المنتجة بسبب تبوير أراضي الغابات للبناء عليها، أما في الصين، فتستخدم تقنيات حصاد مدمرة (مثل كسر أفرع الشجرة بطريقة كاملة لجني الحبوب) وأدت عمليات قطع الأشجار للحصول على الأخشاب إلى خسائر في الطاقة الإنتاجية.

### ارتباط إنتاج حبوب الصنوبر بارتفاع الشجرة

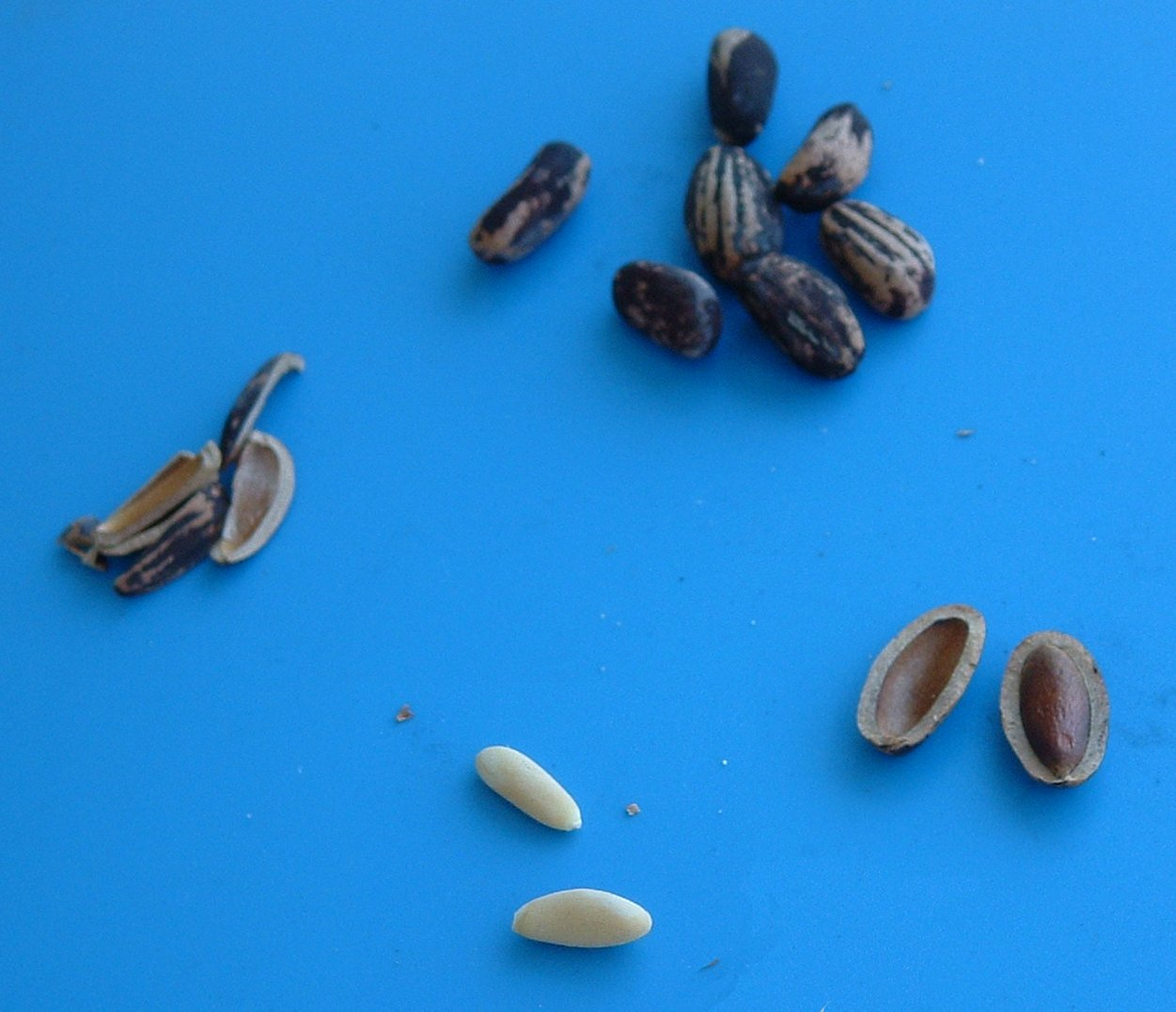
حبوب الصنوبر الثمري الأوروبي (صنوبر ثمري) لمقارنته مع الصورة بالأسفل

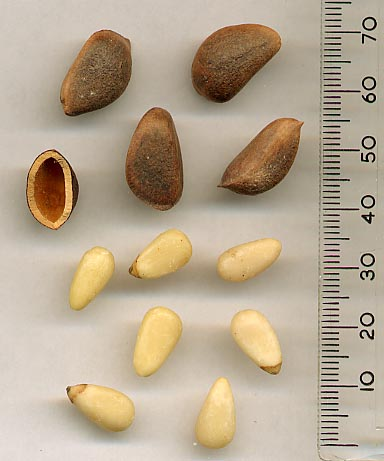
صنوبر كوري (صنوبر كوري) حبوب الصنوبر - غير مقشرة ومقشرة، بالأعلى؛ مقشرة، بالأسفل

يعتبر ارتفاع شجرة الصنوبر من العوامل الهامة لكمية إنتاج حبوب الصنوبر، ولذلك، سيحدد إلى حد كبير كمية حبوب الصنوبر التي ستنتجها الشجرة.
ومن ثم، وجد أن إنتاج حبوب شجرة الصنوبر الأكثر شيوعًا يكون على ارتفاع بين 6,000 قدم (1,800 م) و 8,500 قدم (2,600 م)، وبطريقة مثالية عند 7,000 قدم (2,100 م). ويكون ذلك نتيجة لأن ارتفاع درجات الحرارة على ارتفاعات أقل من 6,000 قدم (1,800 م) خلال فصل الربيع سوف تقلل مستوى رطوبة المحتويات (وبخاصة حزم الثلوج) التي تحيط بالشجرة طوال فصلي الربيع والصيف، مما يتسبب في التأثير على نضوج حبوب الصنوبر. ورغم أن هناك العديد من العوامل البيئية الأخرى التي تحدد الظروف البيئية، مثل الغيوم والأمطار، فإن المياه هي أهم تلك العوامل التي بدونها ستميل الأشجار لإسقاط الحبوب. وتعزز الرطوبة العالية من نمو الحبوب.
وهناك مناطق طبوغرافية معينة على ارتفاعات منخفضة، مثل الوديان الضيقة المظللة، وجد أنها تحتفظ بمستوى رطوبة ثابتة طوال فصلي الربيع والصيف، مما يسمح لحبوب الصنوبر بالنضوج بشكل كامل وإنتاج البذور.
أما بالنسبة للارتفاعات الأعلى من 8,500 قدم (2,600 م)، ستنخفض درجة الحرارة بصورة ملحوظة، مما يؤثر بشكل كبير على حالة الحبوب الثابتة. وفي أثناء فصل الشتاء، ونتيجة للتقلبات الهائلة المتكررة في درجات الحرارة، إلى جانب الجفاف، والرياح العاصفة، تصير الحبوب عرضة للتجمد والجفاف الذي يؤدي إلى تلفها تمامًا؛ وفي مثل هذه الحالة؛ يتوقف النمو وتنتهي الثمار تمامًا.

## الخصائص الفيزيائية
تحتوي حبوب الصنوبر، حسب نوعها، على نسبة تتراوح من 10-34% من البروتين، حيث يحتوي الصنوبر الثمري على أعلى نسبة. ويعتبر هذا النوع كذلك مصدر الألياف الغذائية. وعندما استخرجت في بداية الأمر من مخروط الصنوبر، كانت مغطاة بقشرة صلبة (حبوب مغطاة)، ونحيفة في بعض الأنواع وسميكة في أنواع أخرى. وكان الجزء القابل للأكل يخزن في الجنين (الطور البوغي) في المركز. رغم أنها حبة فيما يتعلق بالطهي، فإنها فيما يتعلق بـ علم النبات بذور؛ حيث إنها عاريات البذور، فهي تفتقد إلى الوريقة المزهرة (فاكهة) الخارجية.
ويجب إزالة القشرة قبل أكل حبة الصنوبر. لذا فإن حبوب الصنوبر غير المقشرة لها مدة صلاحية أطول إذا حفظت مجففة ومثلجة (من −5 °م (23 °ف) حتى 2 °م (36 °ف))؛ في حين أن الحبوب المقشرة (والحبوب غير المقشرة المحفوظة في أجواء دافئة) تدهورت بسرعة، وتصبح فاسدة في غضون أسابيع قليلة أو حتى أيام في ظروف الرطوبة الدافئة. وكذلك فإن حبوب الصنوبر متوفرة تجاريًا في الشكل المقشر، ولكن نتيجة لسوء التخزين، قد تصدر روائح كريهة وربما تفسد بالفعل وقت الشراء. وبناء على ذلك، فحبوب الصنوبر غالبًا ما تحفظ في شكل مجمدة لتحتفظ بمذاقها.

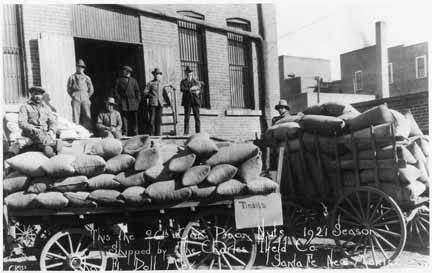
حبوب الصنوبر (صنوبر إدوليس) المعدة للشحن، سانتا فيه، نيومكسيكو Santa Fe, New Mexico, عام 1921.

ربما تتميز حبوب الصنوبر الأوروبية عن نظيرتها الآسيوية من خلال طولها الأكبر مقارنةً بالحجم؛ حيث إن حبوب الصنوبر الآسيوية تكون أخشن، وتشبه إلى حد ما نوى الحبوب. في حين تشتهر حبوب الصنوبر الأمريكية بحجمها الكبير وسهولة تقشيرها. وفي الولايات المتحدة، أصبحت النوع صنوبر إدوليس، أو النوع ذو القشرة الصلبة أو نيومكسيكو وكولورادو مرغوبا نتيجة لنظام المحطة التجارية وشعب النافاجو الذي يستخدم الحبوب كوسائل تجارية. وقد جلب المهاجرون حبوب الصنوبر الإيطالية، (صنوبر إدوليس) إلى الولايات المتحدة، وأصبحت العلاج المفضل على طول الساحل الشرقي حتى أوائل الثلاثينيات من القرن العشرين، عندما أتيحت آلة حصاد محاصيل حبوب الصنوبر الأمريكي بسهولة وبأسعار منخفضة.

## استخدامات الطهي
تؤكل حبوب الصنوبر في أوروبا وآسيا منذ العصر الحجري القديم. وتضاف في كثير من الأحيان إلى اللحوم والأسماك والسلطات والخضروات والأطباق أو تضاف إلى الخبز. ويطلق عليها في الإيطالية بينولي (pinoli) (وغالبًا ما يسمونها في الولايات المتحدة «بيجنولو pignolo» وهي بالفعل كلمة أكثر شيوعًا تستخدم لوصف الشخص الموسوس السريع التهيج أو الصعب إرضاؤه إلى أبعد حد) وهي عنصر أساسي في صلصة البيستو الإيطالية. تصنع كعكات حبة الصنوبر، وهي حلوى إيطالية أمريكية خاصة (ويطلقون عليها في إيطاليا «بيسكوتي أيه بينولي biscotti ai pinoli»)، من طحين اللوز المكون لعجين مماثل لعجينة المعكرونة ومن ثم توضع عليها حبوب الصنوبر. وفي إسبانيا، تصنع حلوى من كرات صغيرة من حلوى المرزبانية المغطاة بحبوب الصنوبر، المدهونة بالبيض وتطهى على درجة حرارة منخفضة. وكذلك تظهر حبوب الصنوبر في سلطة لاندايز في جنوبي غربي فرنسا. تعرف قهوة حبة الصنوبر بـ بينون piñón (الإسبانية لحبة الصنوبر)، حيث وجدت بصفة خاصة في جنوب غرب الولايات المتحدة، خاصة في نيومكسيكو، وهي تبدو كحبوب القهوة السوداء المحمصة وبنكهة الجوز الظاهرة وفي كثير من الأحيان يمكن العثور على حبوب الصنوبر المحمصة والمملحة خفيفًا وهي تباع على جانب الطريق في المدن في جميع مدن نيومكسيكو لاستخدامها لهذا الغرض، فضلاً عن استخدامها كوجبة خفيفة. وتحتوي حبة صنوبر نيفادا أو صحراء الحوض العظيم على نكهة فواكه حلوة ويستمتع بها لحجمها الكبير ونكهتها الحلوة وسهولة تقشيرها. وتستخدم حبوب الصنوبر على نطاق واسع في مطبخ الشرق الأوسط، حيث تبدو في مجموعة متنوعة من الأطباق مثل الكبة و السمبوسة والحلوى مثل البقلاوة وغيرها الكثير.
فحبوب الصنوبر المستخدمة في جميع أنحاء الشرق الأوسط وأوروبا مستخرجة من صنوبر ثمري (الصنوبر الثمري)[محل شك]. ويمكن تمييزها عن حبوب الصنوبر الآسيوية حيث إن شكلها أكثر نحافة وقشرة الثمرة الأكثر تجانسًا. وغالبًا ما تستخدم حبوب الصنوبر الآسيوية، نتيجة لانخفاض سعرها، خاصة في الأكلات رخيصة الثمن. وتحتوي حبوب الصنوبر على ثيامين (فيتامين B 1) وبروتين.

### مخاطر أكل حبوب الصنوبر
قد تتسبب حبوب الصنوبر في اضطرابات التذوق، دائمًا بين بضعة أيام إلى بضعة أسابيع بعد الاستهلاك. وقد يشعر الإنسان بطعم المأكولات مرًا ومعدنيًا. ورغم أنها كريهة، إلا أن التأثيرات الدائمة ليست معروفة، حيث يشير تقرير إدارة الغذاء والدواء الأمريكية إلى أنه «لم تظهر آثار سلبية خطيرة للغاية.» وهذه الظاهرة وُصفت للمرة الأولى في دراسة علمية عام 2001. ظلت وسائل الإعلام تشير إلى هذه الظاهرة على أنها أعراض مرض حبة الصنوبر أو مثل «فوهة الصنوبر».
وافترض مركز نستله للبحوث أن هناك حبوبًا من أنواع محددة من الصنوبر تزرع غالبًا في الصين، صنوبر آرماني، هي سبب هذه المشكلة. وأن الأنواع المشكوك فيها من حبوب الصنوبر هي الأصغر والأبهت والأكثر استدارة عن حبوب الصنوبر التقليدية. أظهرت دراسة أجريت في عام 2011 نتائج متسقة مع هذه الفرضية بل ورجحت أيضًا أن المواد الكيميائية المستخدمة في عملية التقشير ربما تقع عليها بعض المسئولية.
ويعرف الاضطراب في التذوق المعدني باسم ميتالوجيوزيا (metallogeusia)، وسجلت التقارير أنه يحدث من 1-3 أيام بعد التناول، حيث تكون الحالة أسوأ في اليوم الثاني وقد تصل إلى أسبوعين. الحالات مقصورة على من يتناولها وتشفى دون علاج.
مولر (Möller) طرح فرضية قد توضح لماذا يظهر المذاق المر لعدة أيام بعد التناول ويستمر لفترة طويلة. وقد تلعب العملية الفسيولوجية المعروفة بـ إعادة الدوران المعوي الكبدي (إي اتش آر) الدور الأساسي في تطور الجهاز العصبي المحيطي.
وتجري إدارة الغذاء والدواء حاليًا دراسات حول “فوهة الصنوبر”.

## معلومات غذائية
يحتوي 100 جرام من حبوب الصنوبر المجفف على:
- السعرات الحرارية: 673
- الكربوهيدرات (جرام): 13.08
- الدهون (جرام): 68.37
- الألياف (جرام): 3.7
- البروتين (جرام): 13.69
- الكولسترول (مليجرام): 0

## زيت حبة الصنوبر
يمكن عصر حبوب الصنوبر لاستخلاص زيت حبة الصنوبر، حيث تبلغ قيمتها في نكهتها الخفيفة الجوزية.
وهناك دراسة واحدة تشير إلى أن زيت حبة الصنوبر الكوري قد يثبط الشهية.

## بذور أخرى مشابهة
توجد هناك بذور صالحة للأكل من الأنواع الكبيرة في صنوبري جنس أروكاريا التي تنمو في نصف الأرض الجنوبي، وبصورة ملحوظة في أروكاريا أراوكانا (بيهون) في تشيلي و أروكاريا شوكية (بونيا) في أستراليا و أراوكانا أنجوستيفوليا (صنوبر بارانا) في البرازيل والذي يسمى أيضًا، رغم أنها غير دقيقة، حبوب الصنوبر. وتعرف بذور أروكاريا في أمريكا الجنوبية بـ بيناس piñas أو بنهاس pinhas أو بنهوس pinhões.